# Asia Carrera
Asia Carrera (n. Jessica Steinhauser, n. 6 august 1973, New York City, New York, SUA) este o fostă actriță porno americană.

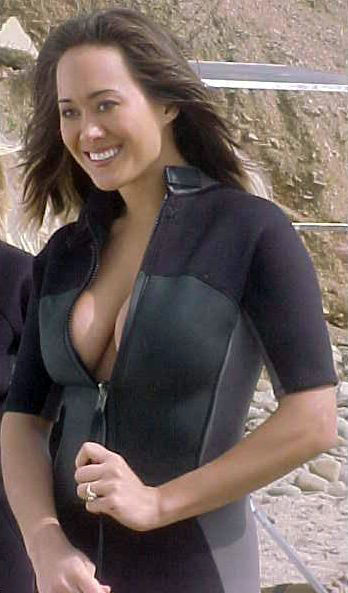
Asia Carrera la o filmare 2002

## Premii
- 1995 AVN Female Performer of the Year[4]
- 2000 AVN Best Couples Sex Scene – Film for Search for the Snow Leopard[4]
- 2000 AVN Award, nominalizare la categoria Best Actress (film)[5]
- AVN Hall of Fame[6]